# Bulleyia
Bulleyia là một chi thực vật thuộc họ Orchidaceae. Chi này có các loài sau (tuy nhiên danh sách này có thể chưa đủ):
- Bulleyia yunnanensis, Schltr.